# Marek Križin
Svatý Marek Križin (chorvatsky Marko Križevčanin; * 1589 Križevci – † Košice 1619) je jeden ze tří svatých košických mučedníků.
Po studiu teologie ho ostřihomský arcibiskup Pázmány v roce 1616 jmenoval profesorem kapitulní školy v Trnavě a později ostřihomským kanovníkem. Do Košic byl vyslán, aby spravoval bývalé benediktinské opatství v Krásné nad Hornádom, které vlastnila ostřihomská arcidiecéze.
V noci ze 6. na 7. září 1619 byl umučen spolu se sv. Štefanem Pongrácem a sv. Melicharem Grodeckým poté, co se odmítl vzdát katolické víry.
Za svatého byl Marek Križin prohlášen papežem sv. Janem Pavlem II. roku 1995 na košickém letišti spolu se sv. Melicharem Grodeckým a sv. Štefanem Pongrácem.